# Antonio Eduardo Beci
Antonio Eduardo López Beci (Lugo, 13 dicembre 1943) è un ex calciatore spagnolo, di ruolo attaccante.

## Carriera
Cresciuto nelle giovanili del Deportivo La Coruña, debuttò in prima squadra nella stagione 1964-1965, in Primera División.
A fine stagione, fu ceduto in prestito biennale all'Osasuna, nell'ambito della trattativa che portò José Manuel Sertucha al Deportivo La Coruña.
Beci segnò 13 gol in 27 partite nella prima stagione all'Osasuna, in Segunda División. Viste le buone prestazioni del giocatore, il Deportivo decise di riscattarlo con un anno di anticipo, pagando una penale al club di Pamplona pari a 400.000 pesetas.
Tornato al Deportivo, contribuì alla vittoria della Segunda División e al ritorno del club in massima serie, segnando 11 reti, con Pedro Eguiluz in panchina. Nella stagione seguente, allenato da José María Martín Rodríguez, realizzò lo stesso numero di reti, questa volta in Primera División .
Giocò al Deportivo La Coruña per 8 stagioni in totale, fino al ritiro avvenuto nel 1974, all'età di 30 anni. Beci fu costretto al ritiro da problemi al menisco, per i quali fu anche operato a Barcellona.

## Palmarès

### Club
- Segunda División spagnola: 1

Deportivo La Coruña: 1967-1968

### Individuale
- Capocannoniere della Coppa di Spagna: 1 (pari merito con Fernando Ansola, Miguel Burgos e Juan Casco)

1969 (6 gol)